# Мошвешве II
Мошвешве II (до коронации — Константин Беренг Сиисо) (2 мая 1938 — 15 января 1996) — девятый и последний вождь протектората Басутоленд с 1960 по 1966 год, 1-й и 3-й король Лесото с 1966 по 1990 и с 1995 по 1996 год. Из династии Сиисо.
Мошвешве II был главным вождём Лесото и высшим вождём Сиисо с 1960 года, пока Лесото не получило полную независимость от Великобритании в октябре 1966 года.

## Биография

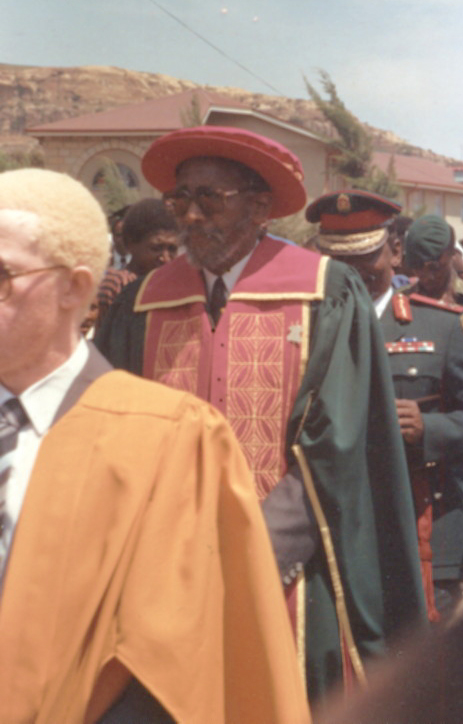
Король Мошвешве II

Мошвешве родился под именем Константин Беренг Сиисо и был потомком основателя нации, Мошвешве I, в честь которого он и получил свое королевское имя.
Молодой Мошвешве получил образование в колледже в Лесото, затем (очевидно, спасаясь от слухов о том, что отчим планировал отравить его) был отправлен в Англию, сначала в колледж Амплфорт, а затем в колледж Корпус-Кристи в Оксфорде, где изучал политику, философию и экономику.

### Монархия после обретения независимости
После восхождения на престол в 1960 году, Мошвешве II не обладал реальной политической властью, которая была ограничена рамками, предусмотренными Конституцией 1959 года. Однако, король был недоволен подобными положениями Конституции. Руководители и, что более важно, «Партия свободы Марематлу» (ПСМ), взявшие на себя выступление от имени короля, часто были каналами, через которые взгляды монарха доходили до общественности. Примерно в апреле 1966 года король всесторонне раскритиковал конституционные предложения правительства. В данной критике он указал, среди прочего, что ему больше понравится скандинавская модель монархии, и в частности потребовал, чтобы полномочия по объявлению чрезвычайного положения в отношении внешних сношений, обороны и внутренней безопасности были переданы его кабинету.
Определение статуса постколониальных институтов государства и разграничение их полномочий было поручено Конституционной комиссии, созданной в 1962 году по указу по запросу Национального совета Басутоленда (BNC). В круг ведения Комиссии было прямо поручено определить конституционную должность верховного вождя.
В этом процессе в значительной степени доминировала современная элита, возглавляющая политические партии, представленные в BNC. Согласно принципам, которые лежали в основе предлагаемой Конституции, правительство во главе с премьер-министром должны были нести «прямую и безраздельную ответственность за всю администрацию страны». Эта концепция имела прямое отношение к роли и функциям монарха. Члены Комиссии развивали такую концепцию, по которой независимое Лесото должно было стать конституционной монархией. Именно эти идеи легли в основу Конституции независимой Лесото.
Политические обстоятельства, вызванные, в частности, неудачей «Партии Конгресса Басутоленда» (ПКБ) на выборах 1965 года, привели к тому, что король вышел на публичную арену, открыто заявив о своих правах на значительные полномочия. В первую очередь, лидеры ПКБ, несмотря на то, что набрали на выборах 40 %, не смогли закрепить за собой данную поддержку электората.
Следует отметить, что на авторитет партии ПКБ повлияло шаткость их позиции в некоторых ключевых вопросах, которые перед выборами они наиболее громогласно настаивали на включении в предлагаемую Конституцию. Вопрос о полномочиях короля был одним из тех, в отношении которой ПКБ показала явную беспринципность. Когда ПКБ почувствовала, что у нее есть хорошие шансы на победу на выборах и, таким образом, на формирование правительства, ПКБ выступила за полное отстранение монарха от властных структур. Однако, после поражения на выборах лидер ПКБ Нцу Мокхехле заявил, что полномочия в области обороны, внешних сношений, внутренней безопасности и государственной службы должны быть переданы королю. Он предложил, чтобы эти полномочия осуществлялись королем по рекомендации Совета национальной безопасности (СНБ), который состоял бы из короля или его кандидата, премьер-министра, кандидата от оппозиционных партий, судьи и комиссара полиции

### Переворот 1970 года
В январе 1970 года правящая Национальная партия Басутоленда (BNP) проиграла выборы. Премьер-министр Леабуа Джонатан отказался передать власть победившей оппозиционной «Партии Конгресса Басутоленда» (ПКБ), произвёл государственный переворот, присвоил себе статус «Тоно-кхоло» (на языке сесото примерно обозначает премьер-министра) и арестовал руководителей ПКБ.
Из-за несогласия с действиями премьер-министра, в апреле того же года король Мошвешве II был вынужден покинуть страну и обосноваться в Нидерландах. Премьер-министр Джонатан смог политически «разгромить» короля. С течением времени, правительство Джонатана испытывало давление роялистских сил, которые стремились вернуть к власти короля Мошвешве II. В конце концов премьер-министр согласился разрешить королю вернуться в страну, но после принятия его условий. С этого периода деятельность короля Мошвешве II, который формально был облечен законодательной и исполнительной властью, и Совета министров по существу были номинальны.
«Партия Конгресса Басутоленда» (ПКБ) тут же стала готовить сопротивление. Была создана «Освободительная армия Лесото» (ОАЛ), которая проходила обучение в Ливии, помощь оказывала также Танзания и маоистские организации.
В 1978 году разгорелась партизанская война. В 1980 году лидер ПКБ Нцу Мокхехле перешёл на сторону южноафриканского режима апартеида. В 1980 году правительство провело массовые репрессии против сторонников ПКБ.

### Переворот 1986 года
Партия BNP правила до января 1986 года, пока не была смещена во время военного переворота. Военный министр передал королю Мошвешве II значительные полномочия, который играл до этого лишь церемониальную роль.
21 февраля 1990 года премьер-министра Джастин Метсинг Лекханья взял на себя полномочия главы государства, обвинив короля Мошвешве II в противодействии процессу демократизации в стране.
В 1990 году в результате конфликта с армией король «отбыл на отдых» (фактически бежал из страны) в Великобританию, и новым королём был провозглашён его сын Летсие III.
В 1993 году, после военного переворота, бывший король смог вернуться из ссылки в качестве обычного гражданина. Король Летсие III пытался убедить правительство назначить своего отца Мошвешве II главой государства, но оно отклонило притязания.
В августе 1994 года король Летсие III при поддержке военных совершил новый переворот и отстранил правительство ПКБ от власти. Новое правительство не получило полного международного признания.
Страны-члены Сообщества развития Юга Африки (САДК) провели переговоры и добились возврата правительства ПКБ при условии, что король-отец возглавит страну. В 1996 году после длительных переговоров партия ПКБ снова пришла к власти, а король вернулся в 1995 году.

## Смерть
15 января 1996 года Мошвешве II погиб в автомобильной катастрофе, когда его машина упала с горной дороги. В аварии также погиб водитель автомобиля. Похоронен в поселке Таба-Босиу (Thaba Bosiu), расположенный в 16 километрах к востоку от Масеру.

## Семья
В августе 1962 года король Мошвешве II женился на принцессе Табите Мазентле Леротхоли Моджеле. У Мошвешве II родилось трое детей (два сына и одна дочь):
- Его Королевское Высочество принц Давид Мохато Беренг Сиисо (род. 17 июля 1963 года)
- Королевское высочество принц Сиисо Беренг Сиисо (род. 16 апреля 1966 года)
- Королевское высочество принцесса Констанция Кристина Масиизо (24 декабря 1969 — 7 сентября 1994).

## Награды
- : Великий магистр Самого Почётного Ордена Мошвешве[23].
- : Великий магистр Вежливого Ордена Лесото[англ.][23].
- : Великий магистр Наиболее Заслуженного Ордена Мохломи[23].
- : Великий магистр Самого Лояльного Ордена Раматсеатсане[23].

- : Верховный спутник Ордена Компаньонов О. Р. Тамбо [посмертно] (20 апреля, 2006)[24].
- Иран: Памятная медаль в честь 2500-летия Персидской империи (14 октября, 1971)[25][26].